# Faryd Mondragón
Faryd Camilo Mondragón Alí (* 21. června 1971, Cali, Kolumbie) je bývalý kolumbijský fotbalový brankář a reprezentant, který ukončil kariéru v roce 2014 v kolumbijském klubu Deportivo Cali. Účastník Mistrovství světa 1994 v USA, Mistrovství světa 1998 ve Francii a Mistrovství světa 2014 v Brazílii.
Společně s Mariem Yepesem poslední člen kolumbijské „zlaté generace“ z 90. let 20. století (kdy měli Kolumbijci silnou generaci hráčů), oba hráli ještě v roce 2014.

## Klubová kariéra
Mondragón začínal v profesionálním fotbale v roce 1990 v kolumbijském celku Deportivo Cali. Poté hrál za další kolumbijské celky, působil v Paraguayi, Argentině, Španělsku, Francii, Turecku, Německu a USA. V lednu 2012 se vrátil do Deportiva Cali, kde v létě 2014 ukončil aktivní hráčskou kariéru.

## Reprezentační kariéra
V národním A-týmu Kolumbie debutoval v roce 1993.
Faryd Mondragón reprezentoval Kolumbii mj. na Letních olympijských hrách 1992 ve Španělsku (kde Kolumbie obsadila nepostupové čtvrté místo v základní skupině B). Zúčastnil se Mistrovství světa 1994 v USA. Na Mistrovství světa 1998 ve Francii už odchytal všechny 3 zápasy v základní skupině, z níž Kolumbie nepostoupila do vyřazovací fáze.
Argentinský trenér Kolumbie José Pékerman jej vzal na Mistrovství světa 2014 v Brazílii. Byl na šampionátu nejstarším účastníkem a brankářskou dvojkou za Davidem Ospinou, třetím brankářem byl Camilo Vargas (ten neměl tou dobou ani jeden reprezentační start). V průběhu šampionátu oslavil 43. narozeniny. Kolumbie se po utkáních s Řeckem (výhra 3:0), s Pobřežím slonoviny (výhra 2:1) a s Japonskem (výhra 4:1) kvalifikovala z prvního místa skupiny do osmifinále proti Uruguayi (výhra 2:0). Mondragón odchytal závěrečných pět minut zápasu s Japonskem (Kolumbie již měla jistotu postupu) a stal se tak ve věku 43 let a 3 dní nejstarším fotbalistou v historii mistrovství světa, který kdy zasáhl do hry. Překonal věkový rekord Kamerunce Rogera Milly z MS 1994 (42 let a 39 dní). Jeho nasazení si vyžádali fanoušci i samotní spoluhráči. V osmifinále vyřadili jeho spoluhráči Uruguay poměrem 2:0 a ve čtvrtfinále proti Brazílii na dalšího jihoamerického soupeře již nestačili a prohráli 1:2. Do těchto zápasů vyřazovací fáze Mondragón nezasáhl.